# Thierry Pauwels
| 13690 Lesleymartin     | 8 settembre 1997  |
| 14539 Clocke Roeland   | 10 settembre 1997 |
| 16908 Groeselenberg    | 17 febbraio 1998  |
| 22827 Arvernia         | 8 settembre 1999  |
| 30018 Loemele          | 14 febbraio 2000  |
| 33251 Marcvandenbroeck | 22 aprile 1998    |
| 37392 Yukiniall        | 10 dicembre 2001  |
| 40684 Vanhoeck         | 8 settembre 1999  |
| 91553 Claudedoom       | 8 settembre 1999  |
| 91604 Clausmadsen      | 14 ottobre 1999   |
| 100604 Lundy           | 11 settembre 1997 |
| 108953 Pieraerts       | 13 agosto 2001    |
| 121313 Tamsin          | 8 settembre 1999  |
| 141128 Ghyoot          | 10 dicembre 2001  |
| 164130 Jonckheere      | 18 dicembre 2003  |
| 189188 Floraliën       | 27 marzo 2003     |
| 234292 Wolfganghansch  | 16 dicembre 2000  |
| 247821 Coignet         | 22 settembre 2003 |
| 310273 Paulsmeyers     | 8 settembre 2004  |
| 331605 Guidogryseels   | 10 dicembre 2001  |
| 368704 Roelgathier     | 21 settembre 2005 |
| 374715 Dimpourbaix     | 19 settembre 2006 |
| 383067 Stoofke         | 7 settembre 2005  |
| 385205 Michelvancamp   | 21 settembre 1999 |
| 390848 Veerle          | 8 settembre 2004  |
| 391257 Wilwheaton      | 12 settembre 2006 |

Thierry Pauwels (Gand, 2 luglio 1957) è un astronomo belga.
Laureatosi in matematica nel 1979 all'Università di Gand, iniziò la sua carriera presso l'osservatorio astronomico dell'Università per poi trasferirsi nel 1984 presso l'Osservatorio Reale del Belgio a Uccle.
Il Minor Planet Center gli accredita le scoperte di centocinquantadue asteroidi, effettuate tra il 1996 e il 2009, di cui tredici in collaborazione con altri scopritori: Henri M.J. Boffin, Peter De Cat, Eric Walter Elst e Sergij Ivanovič Ipatov.
Gli è stato dedicato l'asteroide 12761 Pauwels.